# Аміноспирти
Гидроксиаміни або аміноспирти — хімічні сполуки, які містять гідроксильну (-OH) та аміно (-NH2, -NHR, та -NR2) функціональні групи на вуглеводному скелеті. Поняття аміноспирт охоплює широку групу речовин.

## Аміноспирт
Поширені аміноспирти
- Етаноламін
- Гептаноламін
- Ізоетарін
- Норефедрін
- Пропаноламін
- Сфінгозин

Хімічна будова етаноламіна, простого аміноспирта.

- Метаноламін (найпростіший аміноспирт)

## Прості
Прості аміноспирти використовуються як розчинники, хімічні прекурсори та висококиплячі основи:
- Пропаноламін
- Етаноламін
- Диметилетаноламін
- N-Метилетаноламін

## Бета-блокатор
Певний підклас бета-блокаторів часто називають аміноспиртові бета-блокатори. Типові представники:
- Пропранолол
- Піндолол

## Алкалоïди
- Вератридін та вератрін
- Атропін

## Інше
Співіснування гідрокси- та аміногруп в одній молекулі дуже поширене у ліках та біохімічних речовинах, наприклад:
- Більшість білків та пептидів
- Амінокислоти серин та гідроксипролін
- Гормони та нейромедіатори епінефрин (адреналін) та норепінефрин (норадреналін)